# Ilorin
Ilorin is een van de grootste steden in Nigeria en hoofdstad van de deelstaat Kwara.
Bestuurlijk is de stad opgedeeld in drie Local Government Area's (LGA): Ilorin West, Ilorin East en Ilorin South. Samen hadden die in 2006 een bevolking van 781.934 en in 2016 een bevolking van naar schatting 1.055.500.
Ilorin werd in 1450 door de Yoruba gesticht. Ten tijde van het rijk van Oyo was het een provinciaal militair hoofdkwartier. Later kwam het in Britse handen en werd het een deel van het Protectoraat Noord-Nigeria.
Ilorin herbergt veel onderwijsinstellingen, waaronder de Universiteit van Ilorin en de Al-Hikmah-universiteit.
Verder staat de stad bekend als een advocaten- en rechtersstad omdat nogal wat inwoners in deze beroepsgroepen zijn terechtgekomen.

## Religie
Ilorin is de zetel van een rooms-katholiek bisdom.
De centrale moskee, die plaats biedt aan 20.000 gelovigen, werd geopend in 1981.

## Sport
Ilorin heeft een eigen voetbalclub, de Kwara Unity Football club. Ook onderscheidt de stad zich op golfgebied, de in 2005 in Ilorin gespeelde First Kwara Open Golf Championship was het grootste golftoernooi dat ooit in Nigeria werd gehouden.

## Geboren
- Ibrahim Gambari (1944), politicoloog, politicus en diplomaat (ondersecretaris-generaal van de Verenigde Naties)